# مکزیک ۱۰۸۰۶
سیارک ۱۰۸۰۶ (به انگلیسی: 10806 Mexico، نامگذاری:1993FA2) ده هزار و هشتصد و ششمین سیارک کشف شده‌است که در ۲۳ مارس ۱۹۹۳ کشف شد.
قدر مطلق سیارک برابر ۱۳٫۱۰ است.